# 國府站 (愛知縣)

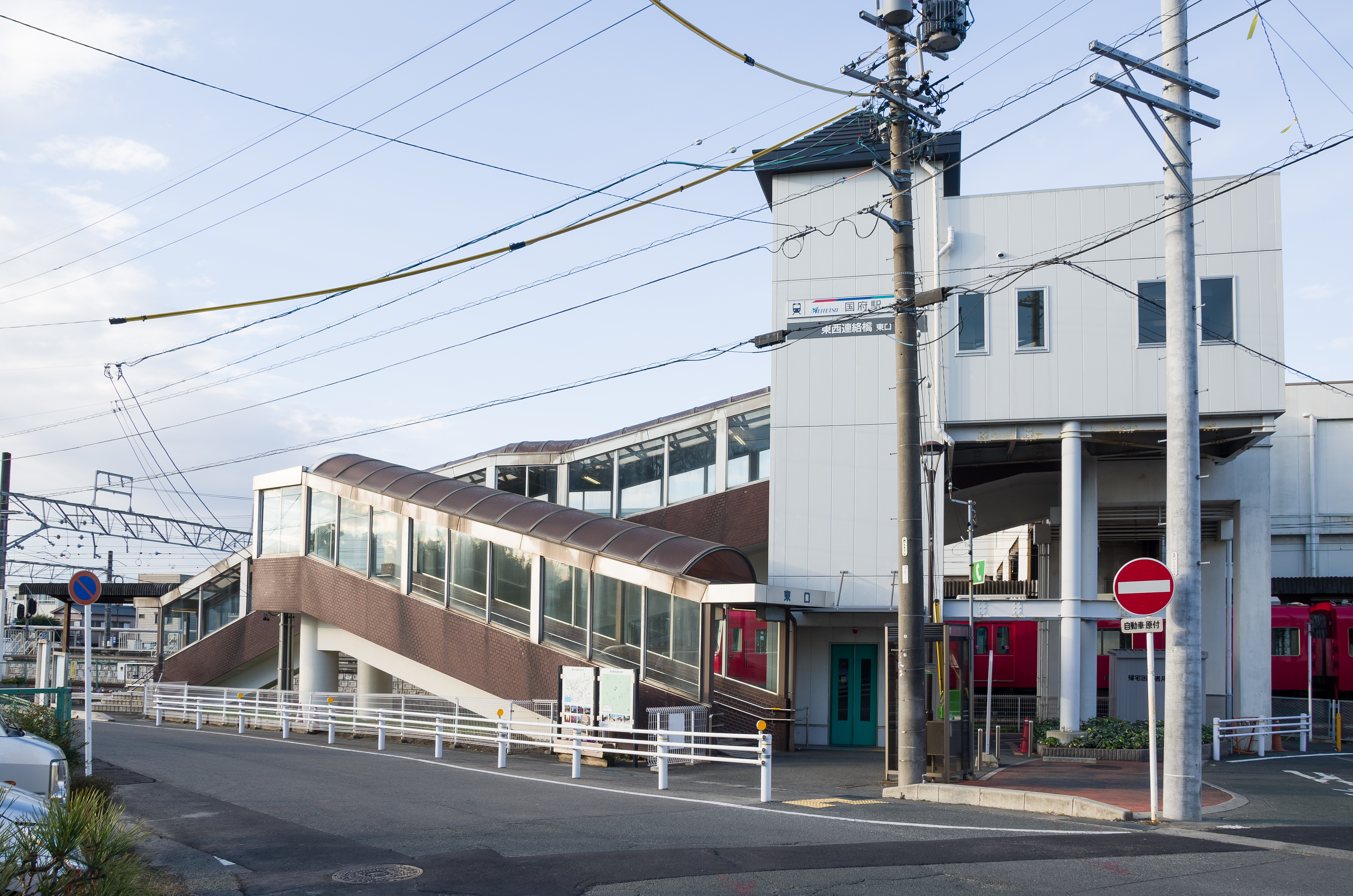
東口（2015年12月）

國府站（日语：／ Kō eki */?）是位於日本愛知縣豐川市，屬於名古屋鐵道的鐵路車站。名古屋本線與豐川線接在本站停靠。

## 車站構造

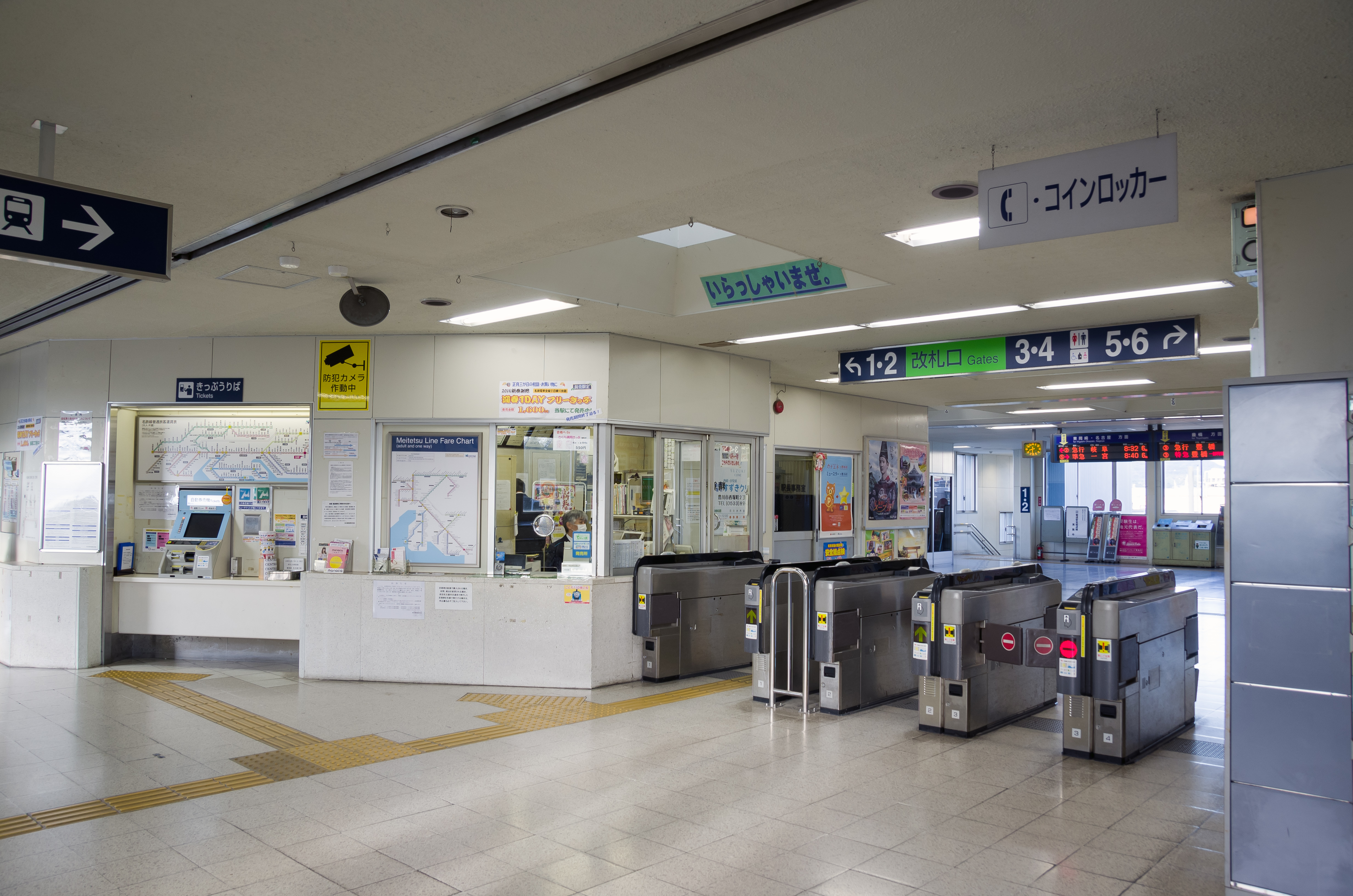
驗票口 (2015年12月)

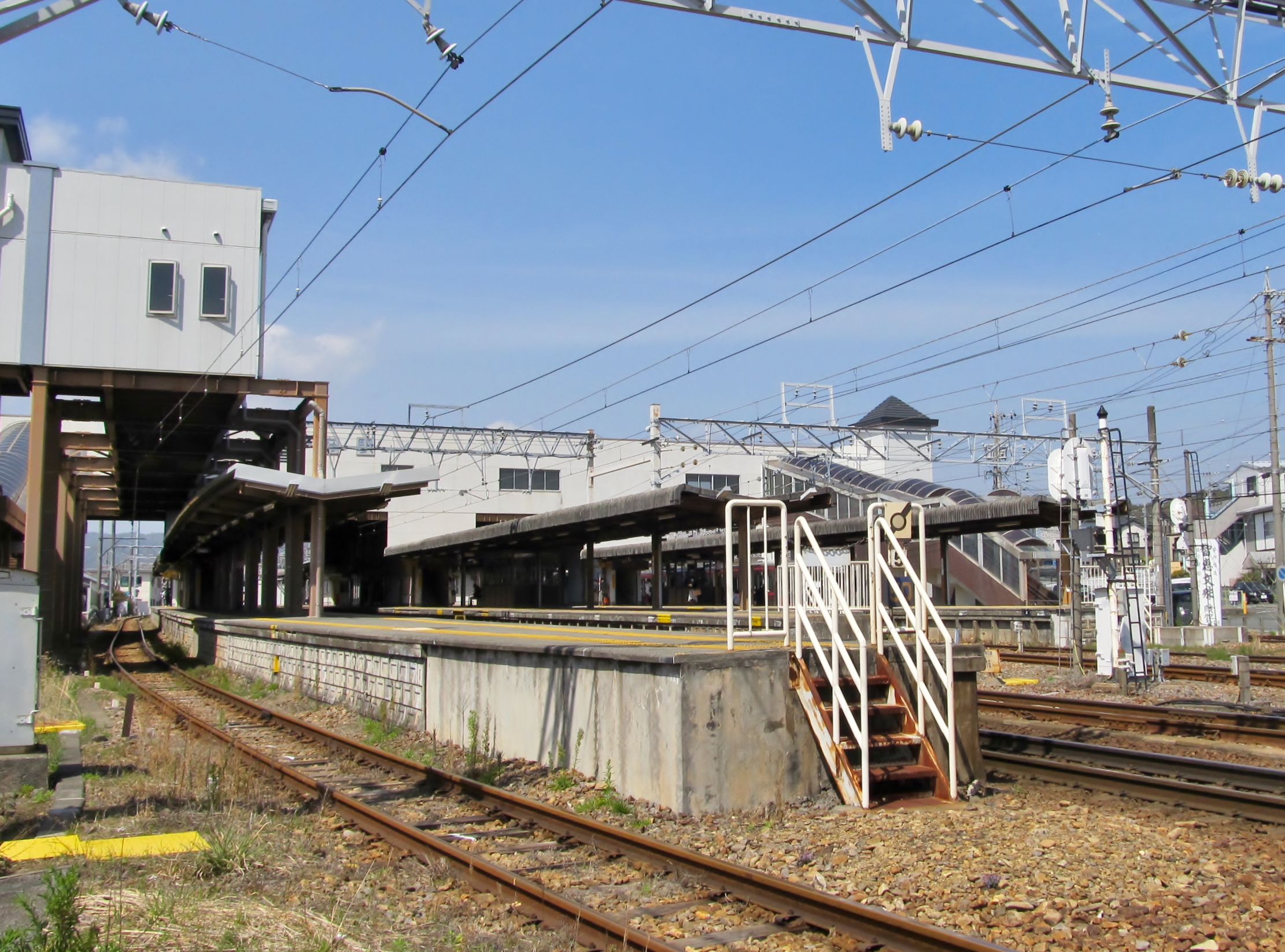
月台 (2024年3月)

本站為擁有島式月台3面6線的地面車站，並設有跨站式站房。東側設有留置線2條供夜間停泊使用。名古屋本線列車可進行待避。

### 月台配置
| 月台 | 路線       | 方向 | 目的地                                       | 備註                                                 |
| ---- | ---------- | ---- | -------------------------------------------- | ---------------------------------------------------- |
| 1    | 名古屋本線 | 下行 | 東岡崎、名古屋、岐阜、犬山、中部國際機場方向 | 主要為普通列車                                       |
| 2    | 名古屋本線 | 下行 | 東岡崎、名古屋、岐阜、犬山、中部國際機場方向 | 主要為優等列車                                       |
| 3    | 名古屋本線 | 上行 | 伊奈、豐橋方向                               | 主要為優等列車                                       |
| 4    | 名古屋本線 | 上行 | 伊奈、豐橋方向                               | 主要為普通列車，少部分為東岡崎、名古屋方向的列車到發 |
| 4    | 豐川線     | -    | 往豐川稻荷                                   | 早上、晚上以外全部往豐川稻荷                         |
| 5    | 名古屋本線 | 下行 | 東岡崎、名古屋、岐阜方向                     | 全部為豐川稻荷始發列車                               |
| 5    | 豐川線     | -    | 往豐川稻荷                                   |                                                      |
| 6    | 豐川線     | -    | 往豐川稻荷                                   | 豐川線內折返用                                       |

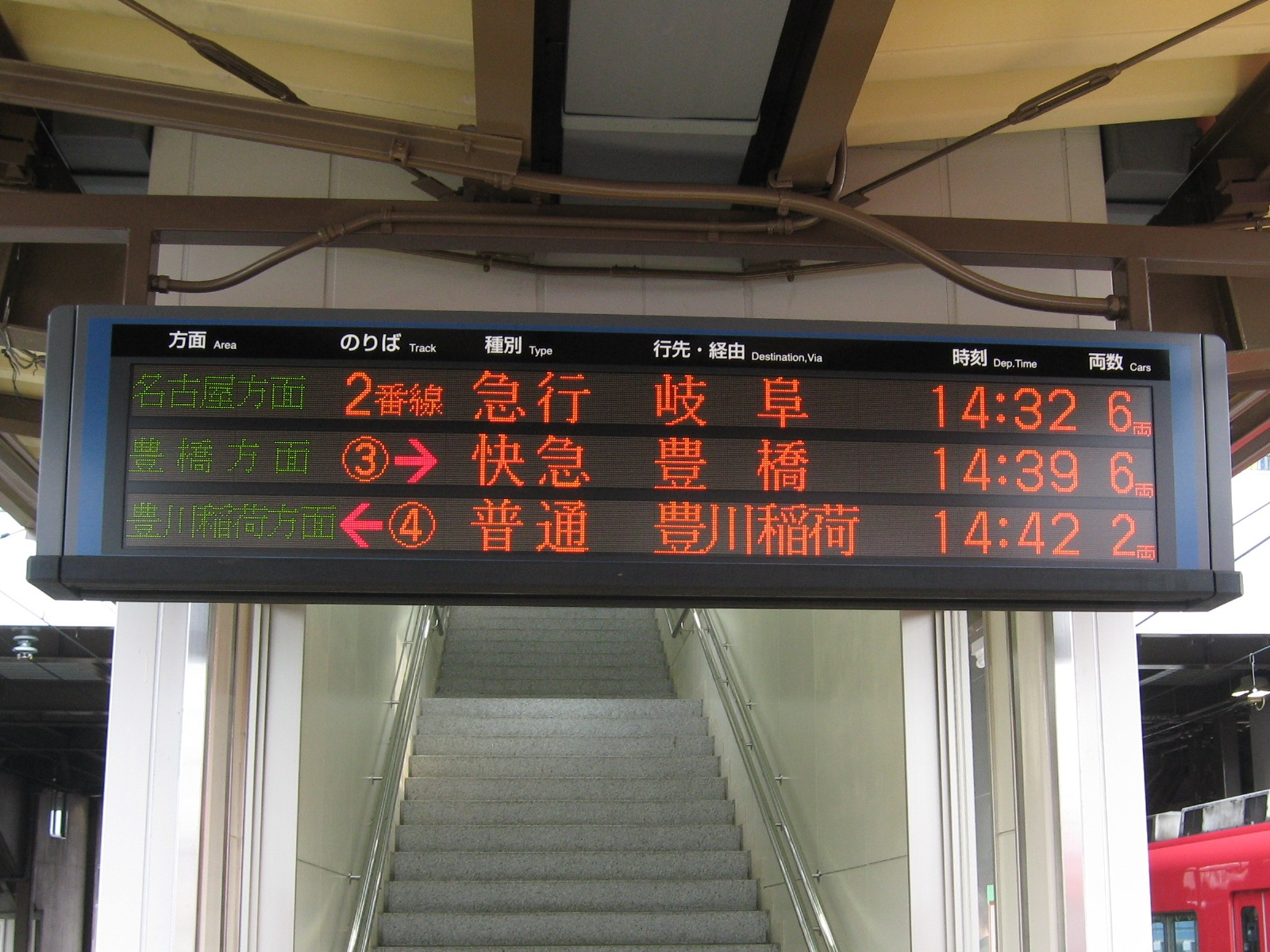
月台上的LED發車標（2008年設置）
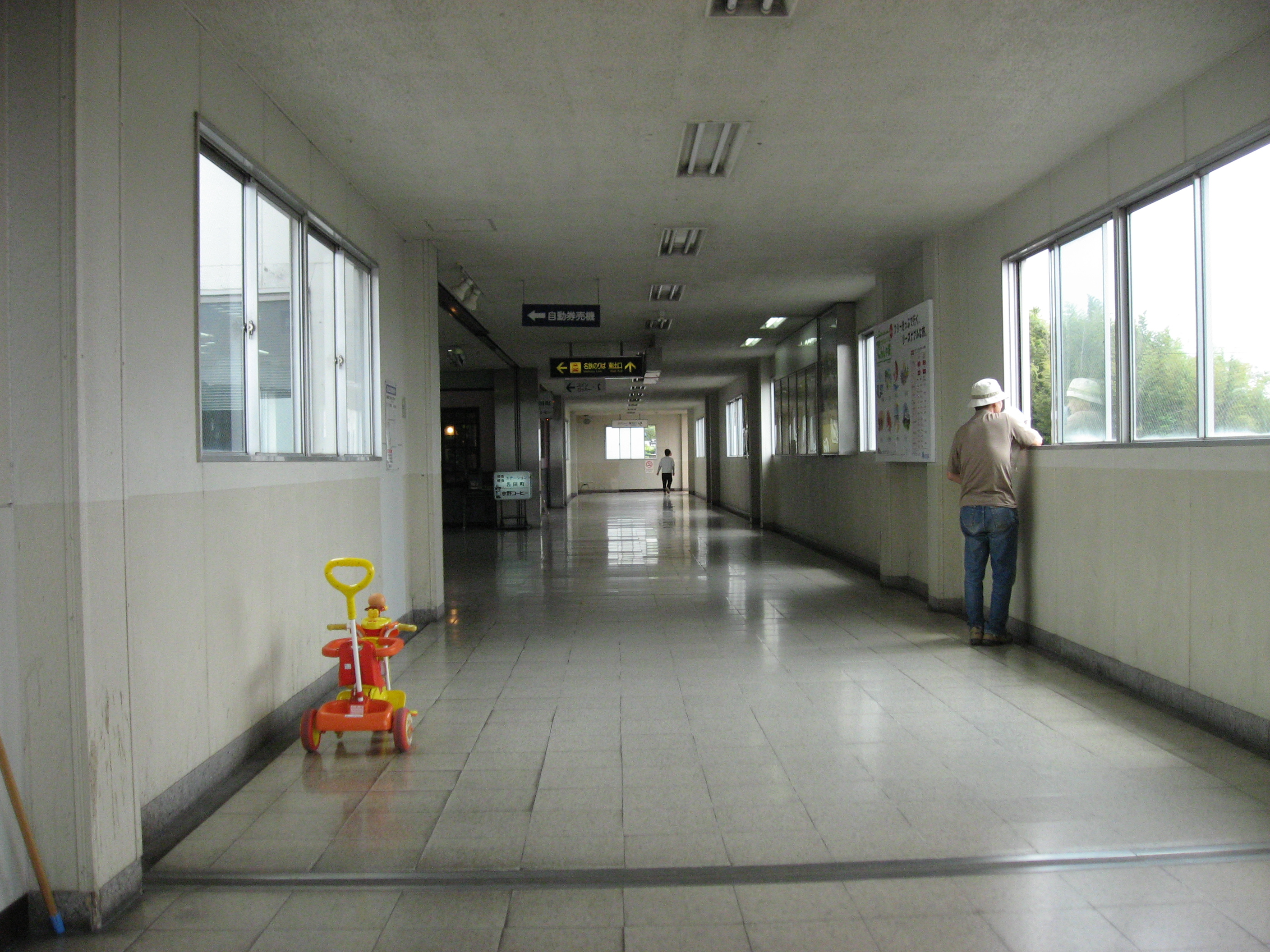
東西連絡通路

### 配線圖
| ← 豐橋方向      | 名古屋鐵道 國府站 構內配線略圖 | → 東岡崎、 名古屋方向 |
|                 | ↓ 諏訪町、 豐川稻荷方向        |                       |
| 图例 参考文献： |                                |                       |

## 使用情況
| 年度   | 1日平均 上車人次 |
| ------ | ---------------- |
| 2003年 | 4,870            |
| 2004年 | 4,840            |
| 2005年 | 4,907            |
| 2006年 | 4,785            |
| 2007年 | 4,799            |
| 2008年 | 4,849            |
| 2009年 | 4,686            |
| 2010年 | 4,716            |
| 2011年 | 4,756            |
| 2012年 | 4,756            |
| 2013年 | 4,890            |
| 2014年 | 4,814            |
| 2015年 | 4,902            |
| 2016年 | 4,968            |
| 2017年 | 5,113            |

## 車站周邊

### 西口
- PIAGO國府店
- Yamanaka御油店
- 三菱東京UFJ銀行國府支店
- 豐川信用金庫國府支店
- 國府商店街
- 可知病院（内科・兒科・外科）
- 市立國府小學校
- 市立西部中學校
- 縣立國府高校
- 縣立御津高校
- 弘法山Ground
- 國道1號
- 愛知縣道375號前芝國府停車場線（站前通り）

### 東口
- 國府病院（總合科）
- 三河國分寺跡
- 船山古墳
- 縣立豐川養護學校
- 姫街道

### 巴士路線
巴士站位於西口。

#### 現狀
名鐵巴士
國府財賀寺線
豐鐵巴士
■99系統 豐川北部線 ［國府站-ゆうあいの里-ぎょぎょランド-豐川站前］

#### 過去
豐橋鐵道巴士
豐橋國府線（豐橋巴士總站－國府站－八幡美能達前）
御津線（國府站－Takara自動車學校前－西金野；1987年休止）
名鐵巴士（今名鐵巴士東部）
豐川站前－國府站前－御津站前－西方海岸－大塚站前－三谷溫泉－蒲郡站前－西浦溫泉前　（1983年休止）
國府站前－赤坂－萩

## 历史
- 1926年（大正15年）4月1日 - 愛知電氣鐵道豐橋線東岡崎至小坂井開業時設置。
- 1935年（昭和10年）8月1日 - 名岐鐵道與愛知電氣鐵道合併、成為名古屋鐵道車站。
- 1945年（昭和20年）2月18日 - 豐川市内線（現在的豐川線）開業。
- 1987年（昭和62年）12月 - 橋上站舎化。5・6號月台由4輛編成對應延伸至6輛編成。
- 2000年（平成12年）3月21日 - 毎時2班（新安城停車）特急的特別停車。
- 2005年（平成17年）
  - 1月29日 - 種別改正成正式的特急停車站。
  - 3月15日 - TRANPASS導入。

## 相鄰車站
名古屋鐵道
 名古屋本線
□快速特急
通過
□快速特急（特別停車）、■特急
豐橋（NH01）－（一部分停靠伊奈站）－國府（NH04）－（一部分停靠本宿站）－東岡崎（NH13）
■急行、■準急
伊奈（NH02）－國府（NH04）－本宿（NH08）
■普通
小田渕（NH03）－國府（NH04）－御油（NH05）
 豐川線
□快速特急、■特急、■急行、■準急、■普通
（東岡崎站方向－）國府（NH04）－八幡（TK01）

## 外部連結
- 國府 - 名古屋鐵道